# Juan José Calero
Juan José Calero Sierra (ur. 5 listopada 1998 w Ginebrze) – kolumbijski piłkarz z obywatelstwem meksykańskim występujący na pozycji napastnika, od 2024 roku zawodnik meksykańskiego Mineros.
Jest synem kolumbijskiego piłkarza Miguela Calero, jednak wychowywał się w Meksyku, gdzie jego ojciec spędził wiele lat kariery. W późniejszym czasie otrzymał meksykańskie obywatelstwo.